# قطعنامه ۱۷۷۸ شورای امنیت
قطعنامه ۱۷۷۸ شورای امنیت سازمان ملل متحد که در تاریخ ۲۵ سپتامبر ۲۰۰۷ تصویب شد، سندی بین‌المللی دربارهٔ بررسی وضعیت در چاد، جمهوری آفریقای مرکزی و نواحی است. این قطعنامه طی نشست ۵۷۴۸ام با ۱۵ رای موافق، ۰ مخالف و ۰ ممتنع تصویب شد.